# Laniarius sublacteus
El bubú de Cassin (Laniarius sublacteus) es una especie de ave paseriforme de la familia Malaconotidae propia de África oriental. Se encuentra desde el sureste de Somalia al noreste de Tanzania, incluida la isla de Zanzíbar. Su hábitat natural son las sabanas.

## Descripción
Es un pájaro con el plumaje de las partes superiores negro y el de las inferiores blanco. Puede presentar una lista blanca en las alas o no. La plumas primarias pueden tener las puntas blancas. Existe un morfo totalmente negro.